# Sicherheitsministerium (Namibia)
Das Ministerium für Sicherheit (MSS; englisch Ministry of Safety and Security) war das Sicherheitsministerium von Namibia. Es ging 2020 im Innenministerium auf.
Das Ministerium ging am 21. März 2005 aus dem „Ministerium für Gefängnisse und Strafvollzug“ hervor und schloss seitdem auch die Zuständigkeit für die namibischen Polizei ein. Minister war zuletzt Charles Namoloh und Vizeminister Daniel Kashikola, ehe Frans Kapofi als Innenminister am 23. März 2020 die Amtsgeschäfte übernahm.

## Strafvollzug
Das Ministerium ist für den landesweiten Strafvollzug unter der Bezeichnung Namibian Correctional Service verantwortlich. Die Hauptaufgaben des Bereiches sind Sicherheit, Gesundheitsdienste für Strafgefangene, Gefangenenausstattung, Unterkünfte für Gefangene, Rehabilitierung und Reintegration.